# Ritchey-Chrétien

Schéma systému Ritchey-Chrétien. M_{1} je primární a M_{2} sekundární zrcadlo.

Ritchey-Chretien je optická zrcadlová soustava používaná u velkých, převážně astronomických dalekohledů. Jde v základu o typ Cassegrain, avšak obě zrcadla mají tvar rotačního hyperboloidu. To odstraňuje velkou část optických vad původní soustavy Cassegrain (koma, sférická vada). Díky optickým poměrům může být centrální zastínění poměrně malé a soustava má i relativně malou fyzickou velikost.
Nevýhodou soustavy Ritchey-Chretien je náročnost výroby přesného tvaru, zejména primárního zrcadla, a z toho vyplývající cena. Náročnost spočívá v problému přesného měření tvaru požadované plochy a její následné korekce. Dříve byla touto soustavou vybavována jen špičková zařízení, nyní ji lze nalézt i v nabídce některých firem vyrábějících dalekohledy pro astronomy amatéry.
Nejznámější aplikací této soustavy je vesmírný HST – Hubble Space Telescope se zrcadlem o průměru 2,4 m.